# San Giorgio di Acilia
San Giorgio di Acilia è una frazione di Roma Capitale, situata in zona Z. XXXIII Acilia Sud, nel territorio del Municipio Roma X (ex Municipio Roma XIII).
Sorge sul lato sud della via Ostiense, tra le frazioni di Casal Bernocchi a est e Casalpalocco a ovest.

## Storia
San Giorgio di Acilia nasce come Villaggio Giuliano nel 1955. Intorno a piazza Segantini si può notare ancora il perimetro esagonale formato dalle case popolari.

L'esistenza, già dal 1948, del Villaggio Giuliano nel quartiere Giuliano-Dalmata, comporterà l'assegnazione, nel 1965, del «toponimo San Giorgio alla località abitata che, nell'ambito della zona XXXIII Acilia Sud, di cui continua far parte, si estende in prossimità del largo S. Giorgio, nelle adiacenze della chiesa parrocchiale di S. Giorgio Martire di Acilia.».

## Architetture religiose
- Chiesa di San Giorgio Martire, su largo San Giorgio. Chiesa del XX secolo. 41.778803°N 12.358852°E

Parrocchia eretta il 1º febbraio 1963 con il decreto del cardinale vicario Clemente Micara "Succrescente incolarum numero".